# Самба Соу (футболіст, 1989)
Са́мба Соу́ (фр. Samba Sow; 29 квітня 1989 року, Бамако, Малі) — малійський футболіст, півзахисник збірної Малі та «Кайсеріспора».

## Титули і досягнення
- Бронзовий призер Кубка африканських націй: 2012, 2013